# オーギュスト・トゥールムーシュ
オーギュスト・トゥールムーシュ（Auguste Toulmouche, 1829年9月21日 - 1890年10月16日）は、フランスの画家。

## 生涯
1829年、ナントで、父エミール・トゥールムーシュと母Rose Sophie Mercierとの間に生まれた。父は商人で、裕福なブルジョワであった。
シャルル・グレールの画塾で学んだ、アカデミズム絵画の画家である。
グレールのお気に入りの弟子となり、19歳の1848年にサロン・ド・パリに初めて出展した。1849年と1850年にもサロンに出展し人物画を専門とするようになり、パリのブルジョアの女性の肖像をしばしば描いた。
彼の絵はフランスやアメリカ合衆国で人気となり、1852年に皇帝ナポレオン3世が婚約者のウジェニー・ド・モンティジョに贈るためにトゥールムーシュの作品が買い上げられた 。1852年と1861年にサロンで賞を得た。
1861年、クロード・モネの親戚に当たるマリー・ルカードルと結婚した。モネがパリに出てくるに際し、シャルル・グレールの画塾で勉強するよう勧めた。
1870年の普仏戦争ではパリ防衛の大隊に参加した。1870年にレジオンドヌール勲章（シュバリエ）を受勲した。戦争の後はナント近くのAbbaye Notre-Dame de Blanche-Couronneで暮らし アレヴィ(Geneviève Halévy), ジョゼ・マリア・ド・エレディア(José-Maria de Heredia)、ポール・ボードリーやイグナツィ・パデレフスキなどのパリの友人が訪れた。
1890年に亡くなり、パリのモンパルナス墓地に埋葬された。

## 作品

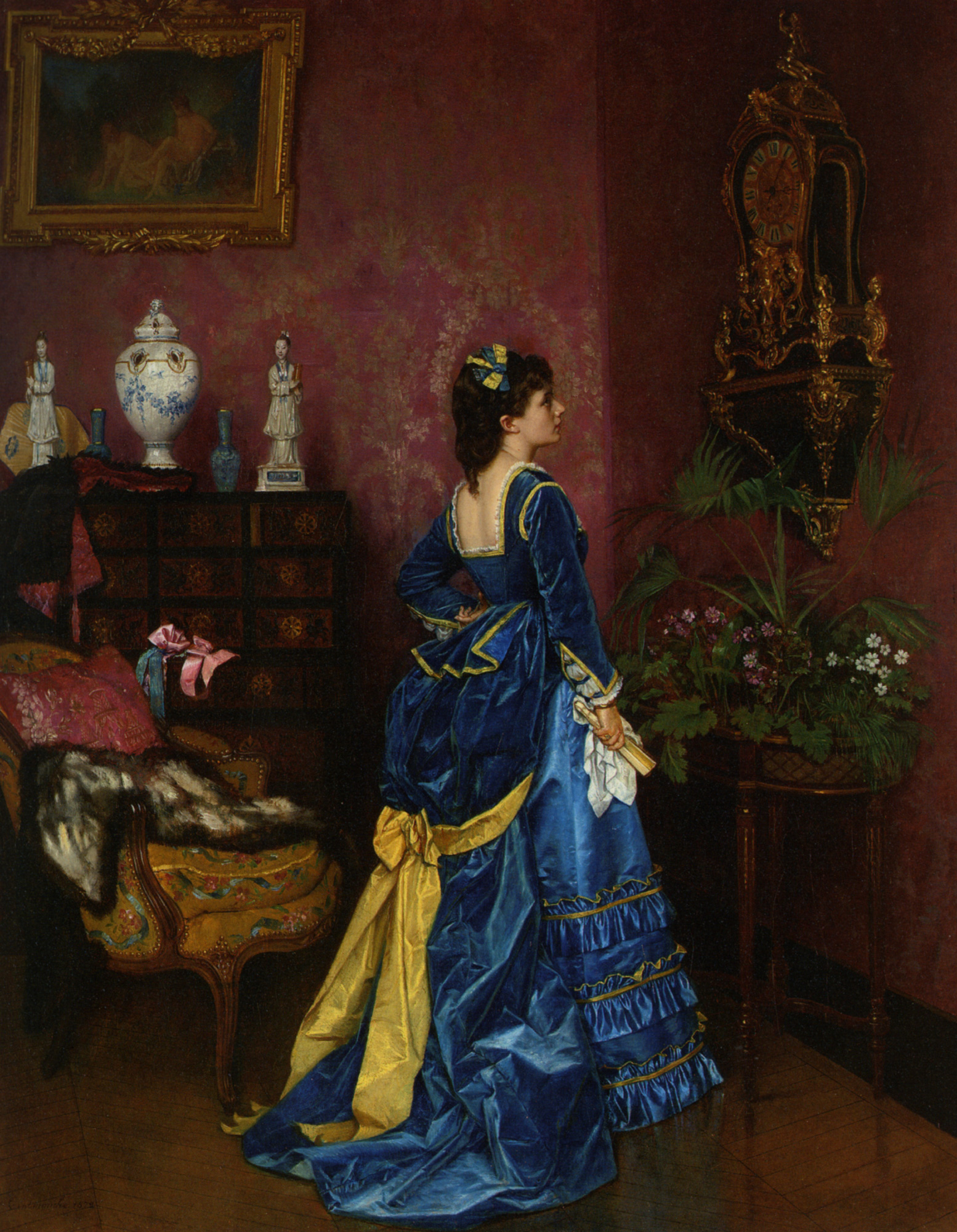
『青いドレス』
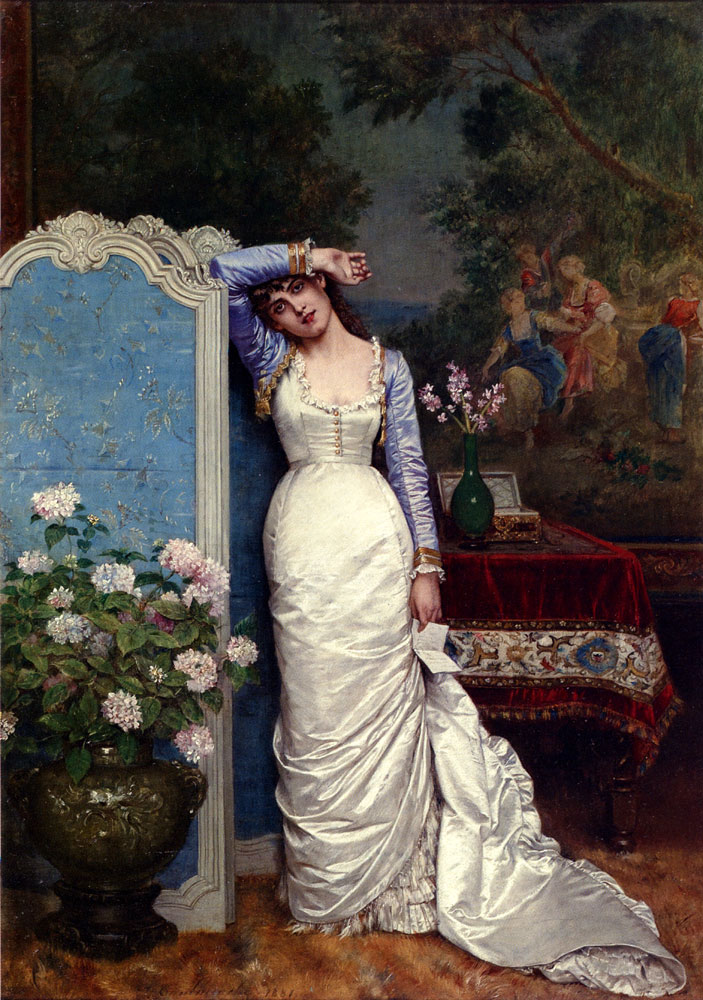
『室内の若い女性』
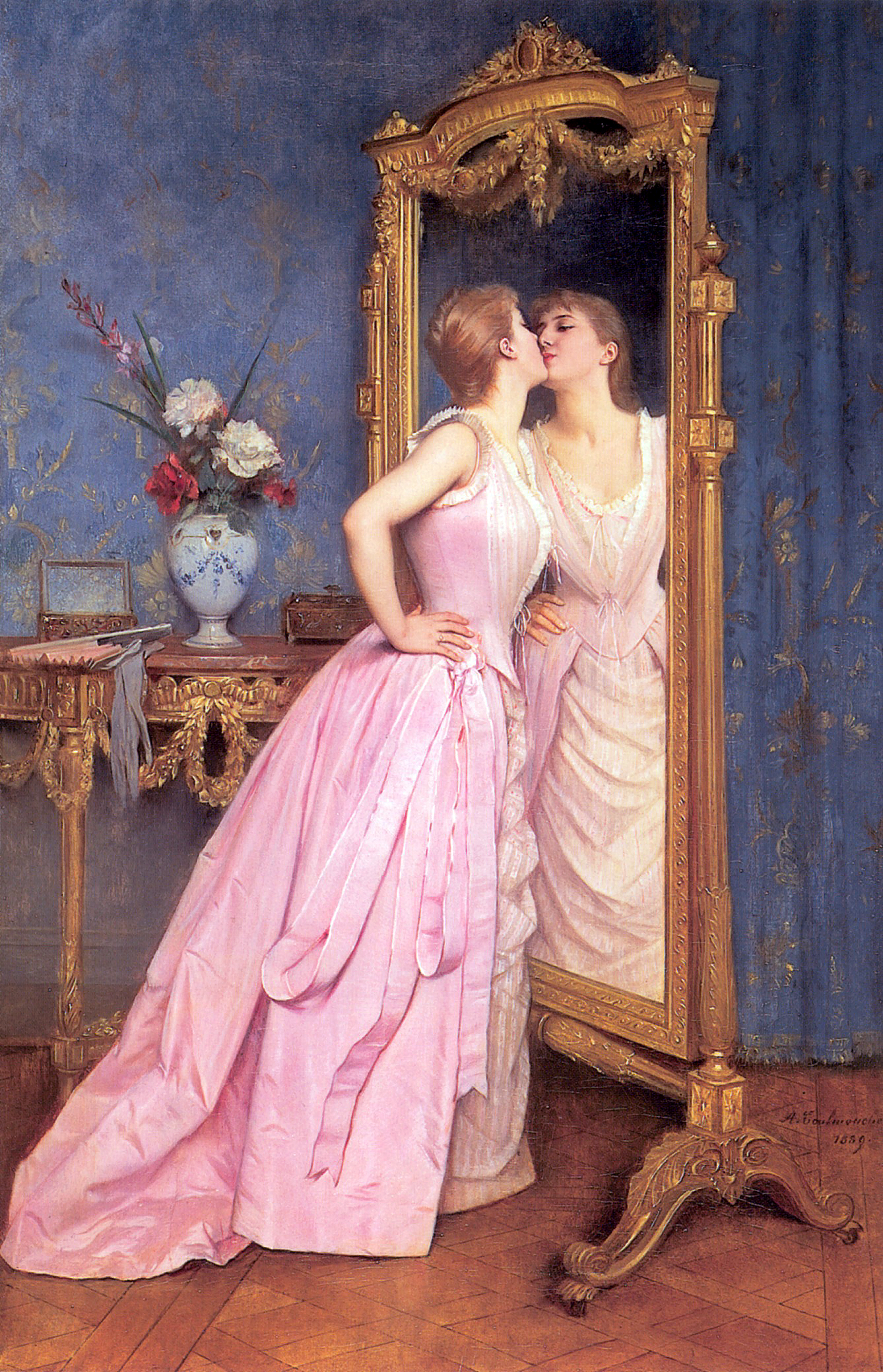
『虚栄』
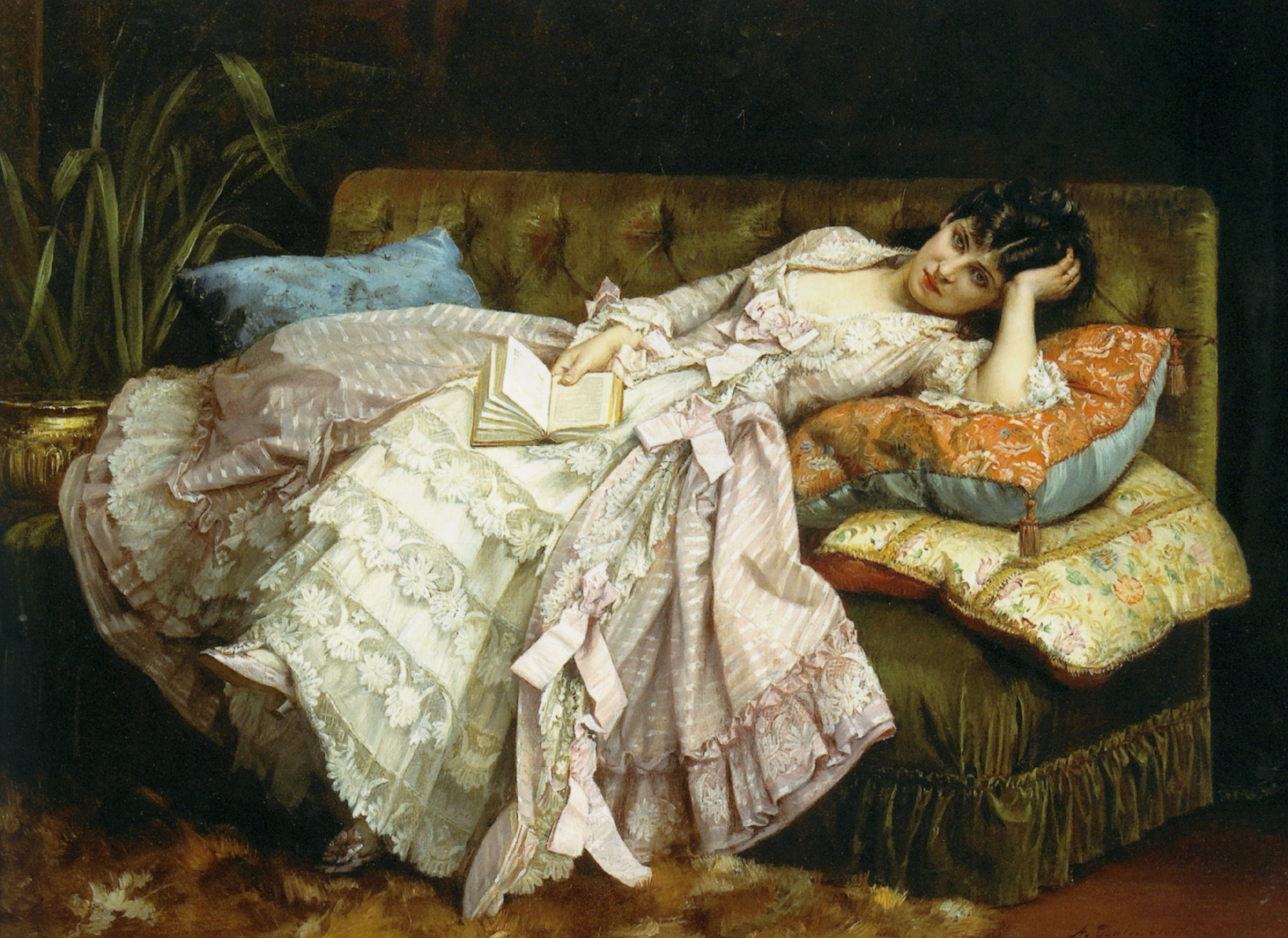
『無為』
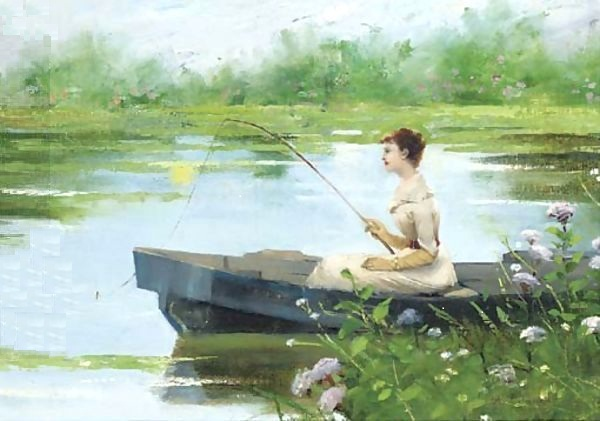
『静かな午後』
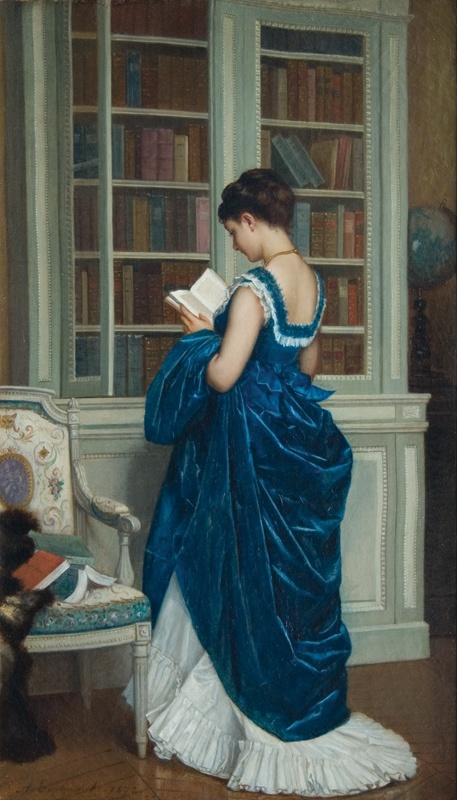
『図書室にて』
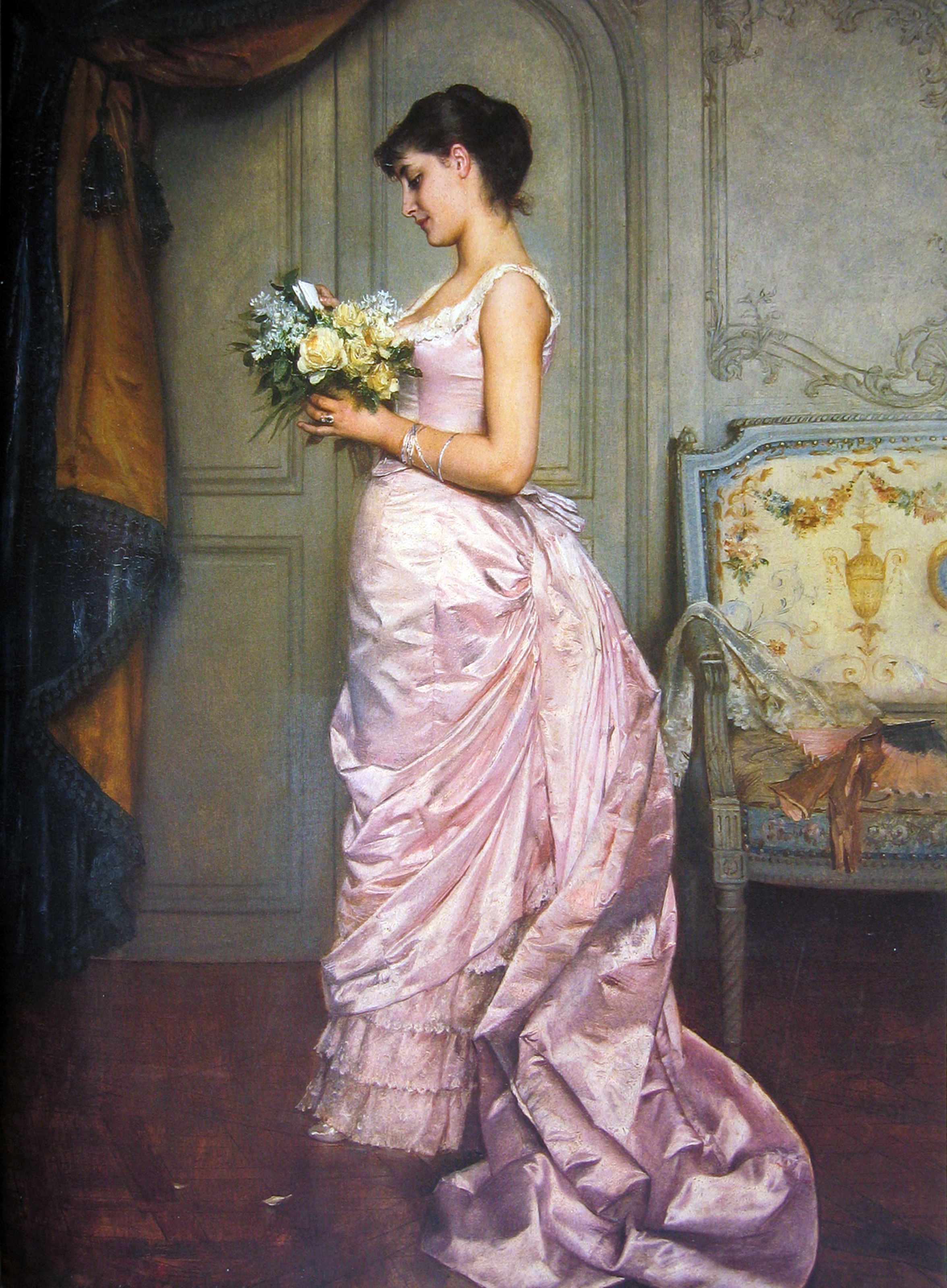
『手紙』
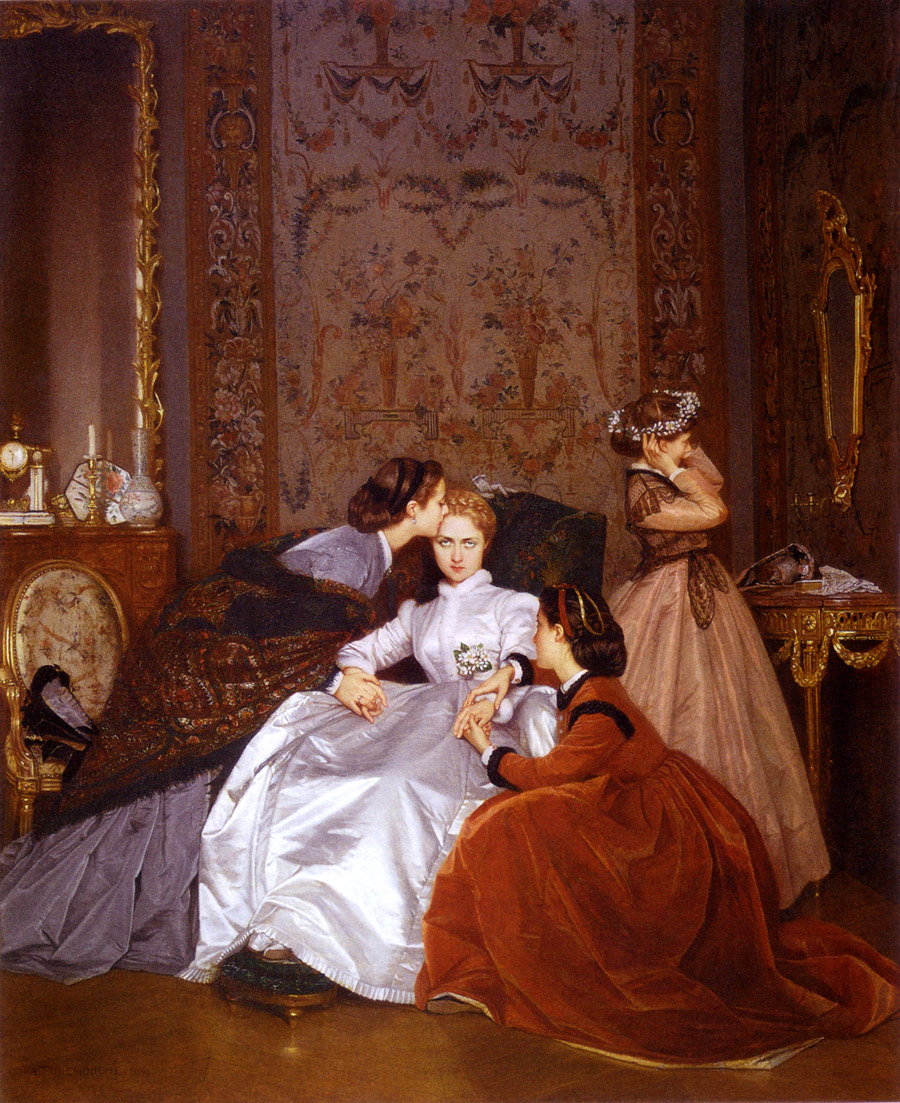
『不本意な花嫁』1866年
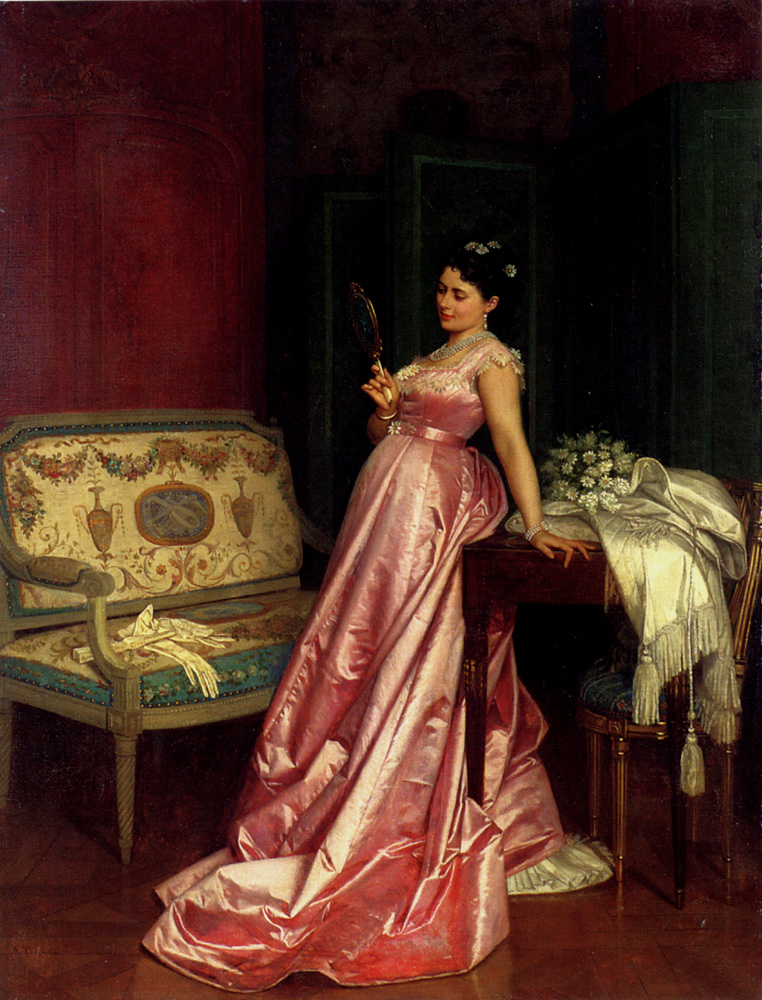
『手鏡』1868年
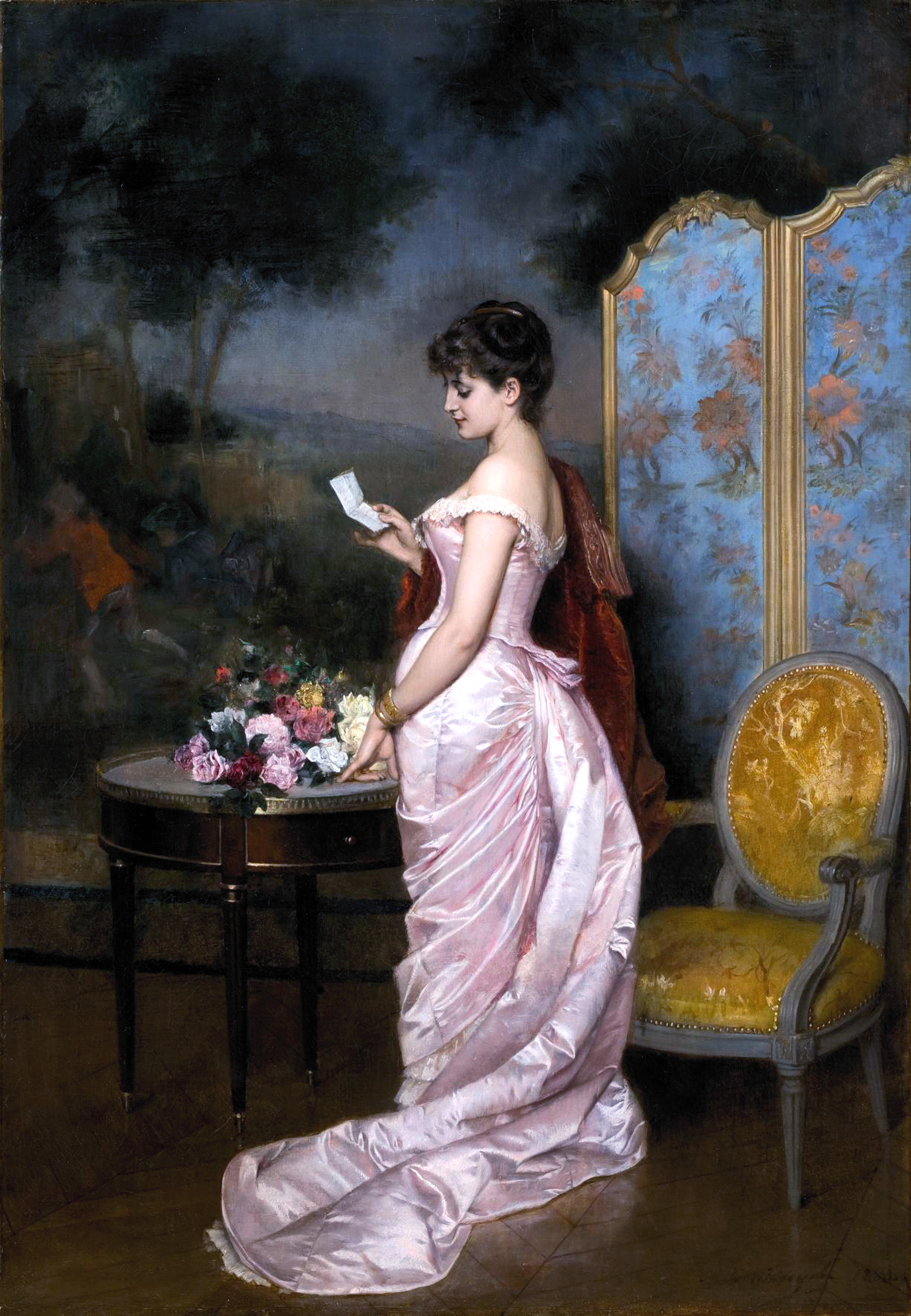
『手紙』1883年
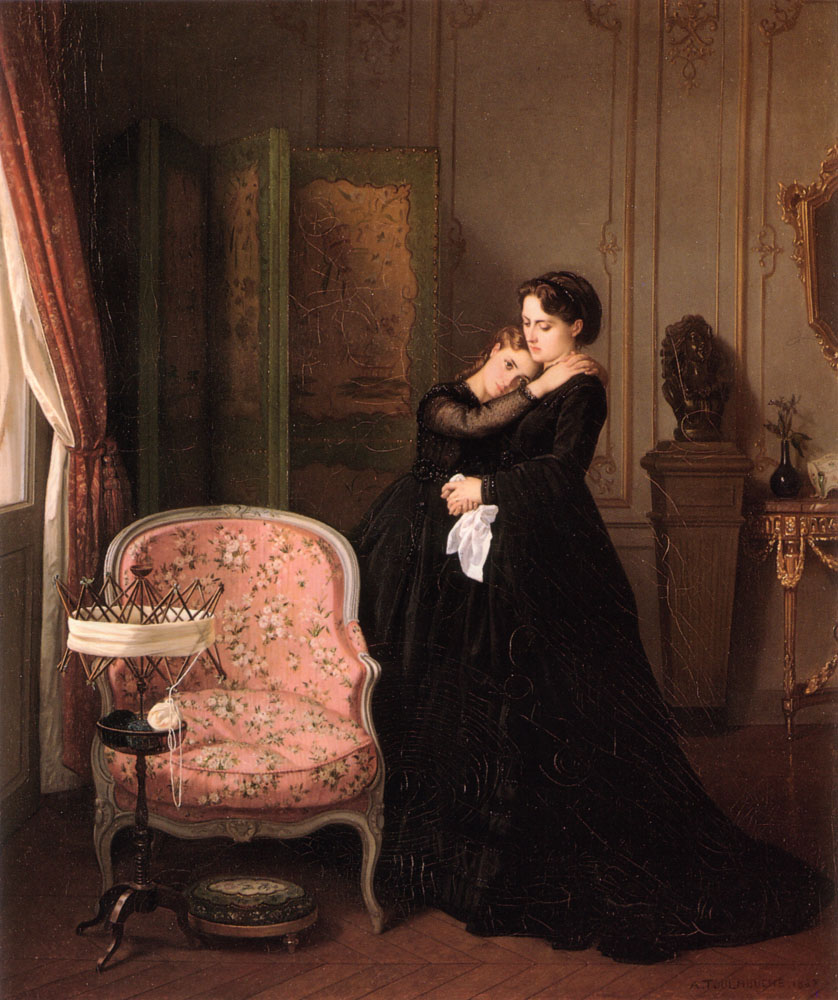
Consolation
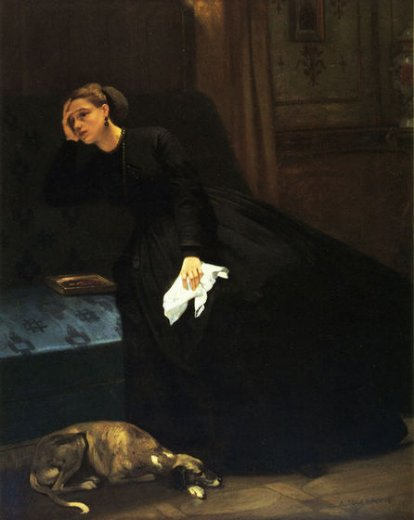
Lost Love